# Medetera obsoleta
Medetera obsoleta är en tvåvingeart som beskrevs av Negrobov och Thuneberg 1971. Medetera obsoleta ingår i släktet Medetera och familjen styltflugor. Inga underarter finns listade i Catalogue of Life.